# Warnung vor einer heiligen Nutte
Warnung vor einer heiligen Nutte ist der neunte Spiel- und Langfilm von Rainer Werner Fassbinder und der letzte von der antiteater-X-film produzierte.

## Handlung
Der Film zeigt die Dreharbeiten eines Filmteams in Spanien, das auf seinen Regisseur, den Hauptdarsteller sowie den Scheck der Filmförderung wartet. Nach dem Eintreffen wird Jeff, der Regisseur, zum Mittelpunkt des Geschehens. Apathie und Hysterie, Intrigen, Neid, Affären, Machtausübung und Unterwerfung vermischen sich im zentralen Treffpunkt, der Bar, wo Cuba Libre in Mengen konsumiert wird. Es entstehen wechselnde Paare und Gruppierungen. Hanna verliebt sich in den Hauptdarsteller Eddie. Regisseur Jeff und Herstellungsleiter Sascha versuchen, das Chaos durch autoritäres Gebaren zu organisieren. Das Filmteam rebelliert in kleinen, spontanen, eher unorganisierten Aktionen gegen den Regisseur. In einer Kameraeinstellung erklärt Jeff seinem Kameramann, wie er sich eine zu drehende Szene vorstellt und was diese mit dem Filmtitel „La Patria o La Muerte“ (Vaterland oder Tod) zu tun habe im Kontext eines Films, der sich gegen die „staatlich sanktionierte Brutalität“ wende. Hauptdarsteller Eddie weigert sich zunächst, vor der Kamera einen Menschen zu töten. Als der Choleriker Jeff im Suff die Produktionssekretärin Babs ohrfeigt, wird er von ihrem Begleiter niedergeschlagen. Dann erst können die Aufnahmen beginnen und der Film wird nun trotz aller Widrigkeiten und Umstände realisiert.

## Allgemeines
Der Film rekapituliert die Dreharbeiten von Whity. Gedreht wurde er im September/Oktober 1970 in Sorrent in Italien. Die Handlung ist der Authentizität wegen nach Spanien verlegt worden. Dem Film ist das Motto 

„Hochmut kommt vor dem Fall“

 vorangestellt, im Abspann dann ein Zitat aus Thomas Manns Tonio Kröger: 

„Ich sage Ihnen, daß ich es oft sterbensmüde bin, das Menschliche darzustellen, ohne am Menschlichen teilzuhaben …“

## Hintergrund und Produktionsnotizen
Zur Warnung vor einer heiligen Nutte rief Fassbinder noch einmal die Gruppenmitglieder zusammen. Am ersten Drehtag beschwor er brieflich die 

„lieben Freunde oder Genossen oder so: Laßt uns doch die Arbeit an diesem Film als letzte Möglichkeit betrachten, zu überprüfen, warum es so gelaufen ist und nicht anders.“

 Erstmals gezeigt wurde der Film am 28. August 1971 bei den Internationalen Filmfestspielen von Venedig (Attenzione alle puttana santa). In der Bundesrepublik Deutschland kam der Film am 1. September 1971 in die Hamburger Kinos, in West-Berlin lief er am 22. Oktober 1971 an. Fernsehpremiere hatte er am 2. Januar 1972 im Programm des NDR.
1972 entbrannte ein Rechtsstreit wegen der verwendeten Musiktitel, die Produktionsfirmen konnten die Geldforderungen nicht aufbringen und somit wurde nur eine akustisch bereinigte, „verstümmelte“ Fassung gezeigt. Zum zehnten Todestag 1992 hatte die Rainer Werner Fassbinder Foundation die Musikrechte aufgekauft und am 14. Mai 1992 eine autorisierte Fassung in die Kinos gebracht.

## Selbstaussagen des Regisseurs
„Bei den Dreharbeiten zu ‚Whity‘ brach dann alles zusammen, und plötzlich wurde allen klar, daß das, was wir eigentlich machen wollten, nie realisiert worden war. Und ‚Warnung vor einer heiligen Nutte‘ handelt eigentlich von den Dreharbeiten zu ‚Whity‘. ‚Warnung vor einer heiligen Nutte‘ handelt davon, aufzuwachen und einzusehen, daß man von etwas geträumt hat, was es gar nicht gibt.“

„Die Entwicklung, die mein Regisseur durchläuft, besteht darin, daß ihm klar wird, daß die Gruppe keine Gruppe ist und er den Traum des Kollektivs aufgibt. Er verliert seine Illusionen und sieht die Situation so, wie sie ist … Das eigentliche Thema ist, wie die Gruppe arbeitet und wie Führerpositionen entstehen und ausgenutzt werden.“

## Kritiken
„Das antiteater spielte sich selbst, unverkennbar mit dem größten Vergnügen, allerdings mit vertauschten Rollen und nach vorgegebenem Drehbuchtext. Sogar beim Abgesang auf die Gruppe hat Fassbinder es geschafft, dass sie alle sein Bild vom antiteater produzierten: seine Wahrheit über die Gruppe, seine Selbstdarstellung und sein Selbstmitleid.“

„Fassbinders Resümee und Neubeginn nach neun Filmen; eine sarkastische Selbstbespiegelung der Branche in der Tradition von Godard und Fellinis Achteinhalb.“